# Cup of China
Cup of China (国际滑冰联盟花样滑冰大奖赛中国站) é uma competição internacional e anual de patinação artística disputado desde 2003, e que fez parte do calendário do Grand Prix ISU entre 2003 e 2017. A competição tem quatro eventos: individual masculino, individual feminino, duplas e dança no gelo.
Em 2018 a Associação Chinesa de Patinação (em inglês:  Chinese Skating Association) decidiu não sediar nenhum evento da ISU na temporada 2018–19, e o Grand Prix de Helsinque substituiu o Cup of China no Grand Prix ISU.

## Edições
| Ano  | Edição               | Cidade sede          | Sênior               | Sênior               | Sênior               | Sênior               | Ref    |
| Ano  | Edição               | Cidade sede          | M                    | F                    | P                    | D                    | Ref    |
| ---- | -------------------- | -------------------- | -------------------- | -------------------- | -------------------- | -------------------- | ------ |
| 2003 | 1.ª                  | Pequim               | •                    | •                    | •                    | •                    | [ 2 ]  |
| 2004 | 2.ª                  | Pequim               | •                    | •                    | •                    | •                    | [ 3 ]  |
| 2005 | 3.ª                  | Pequim               | •                    | •                    | •                    | •                    | [ 4 ]  |
| 2006 | 4.ª                  | Nanquim              | •                    | •                    | •                    | •                    | [ 5 ]  |
| 2007 | 5.ª                  | Harbin               | •                    | •                    | •                    | •                    | [ 6 ]  |
| 2008 | 6.ª                  | Pequim               | •                    | •                    | •                    | •                    | [ 7 ]  |
| 2009 | 7.ª                  | Pequim               | •                    | •                    | •                    | •                    | [ 8 ]  |
| 2010 | 8.ª                  | Pequim               | •                    | •                    | •                    | •                    | [ 9 ]  |
| 2011 | 9.ª                  | Xangai               | •                    | •                    | •                    | •                    | [ 10 ] |
| 2012 | 10.ª                 | Xangai               | •                    | •                    | •                    | •                    | [ 11 ] |
| 2013 | 11.ª                 | Pequim               | •                    | •                    | •                    | •                    | [ 12 ] |
| 2014 | 12.ª                 | Xangai               | •                    | •                    | •                    | •                    | [ 13 ] |
| 2015 | 13.ª                 | Pequim               | •                    | •                    | •                    | •                    | [ 14 ] |
| 2016 | 14.ª                 | Pequim               | •                    | •                    | •                    | •                    | [ 15 ] |
| 2017 | 15.ª                 | Pequim               | •                    | •                    | •                    | •                    | [ 16 ] |
| 2018 | Não houve competição | Não houve competição | Não houve competição | Não houve competição | Não houve competição | Não houve competição | [ 1 ]  |
| 2019 | 16.ª                 | Chongqing            | •                    | •                    | •                    | •                    | [ 17 ] |

Legenda
- Parte do Grand Prix ISU

## Lista de medalhistas

### Individual masculino
| Evento                    | Ouro                            | Prata                             | Bronze                            | Ref    |
| Pequim 2003 (detalhes)    | Timothy Goebel · Estados Unidos | Brian Joubert · França            | Li Chengjiang · China             | [ 18 ] |
| Pequim 2004 (detalhes)    | Jeffrey Buttle · Canadá         | Li Chengjiang · China             | Stefan Lindemann · Alemanha       | [ 19 ] |
| Pequim 2005 (detalhes)    | Emanuel Sandhu · Canadá         | Stéphane Lambiel · Suíça          | Andrei Griazev · Rússia           | [ 20 ] |
| Nanquim 2006 (detalhes)   | Evan Lysacek · Estados Unidos   | Sergei Davydov · Bielorrússia     | Emanuel Sandhu · Canadá           | [ 21 ] |
| Harbin 2007 (detalhes)    | Johnny Weir · Estados Unidos    | Evan Lysacek · Estados Unidos     | Stéphane Lambiel · Suíça          | [ 22 ] |
| Pequim 2008 (detalhes)    | Jeremy Abbott · Estados Unidos  | Stephen Carriere · Estados Unidos | Tomáš Verner · República Tcheca   | [ 23 ] |
| Pequim 2009 (detalhes)    | Nobunari Oda · Japão            | Evan Lysacek · Estados Unidos     | Sergei Voronov · Rússia           | [ 24 ] |
| Pequim 2010 (detalhes)    | Takahiko Kozuka · Japão         | Brandon Mroz · Estados Unidos     | Tomáš Verner · República Tcheca   | [ 25 ] |
| Xangai 2011 (detalhes)    | Jeremy Abbott · Estados Unidos  | Takahiko Kozuka · Japão           | Song Nan · China                  | [ 26 ] |
| Xangai 2012 (detalhes)    | Tatsuki Machida · Japão         | Daisuke Takahashi · Japão         | Sergei Voronov · Rússia           | [ 27 ] |
| Pequim 2013 (detalhes)    | Yan Han · China                 | Maxim Kovtun · Rússia             | Takahiko Kozuka · Japão           | [ 28 ] |
| Xangai 2014 (detalhes)    | Maxim Kovtun · Rússia           | Yuzuru Hanyu · Japão              | Richard Dornbush · Estados Unidos | [ 29 ] |
| Pequim 2015 (detalhes)    | Javier Fernández · Espanha      | Jin Boyang · China                | Yan Han · China                   | [ 30 ] |
| Pequim 2016 (detalhes)    | Patrick Chan · Canadá           | Jin Boyang · China                | Sergei Voronov · Rússia           | [ 31 ] |
| Pequim 2017 (detalhes)    | Mikhail Kolyada · Rússia        | Jin Boyang · China                | Max Aaron · Estados Unidos        | [ 32 ] |
| Chongqing 2019 (detalhes) | Jin Boyang · China              | Yan Han · China                   | Matteo Rizzo · Itália             | [ 33 ] |

### Individual feminino
| Evento                    | Ouro                            | Prata                           | Bronze                          | Ref    |
| Pequim 2003 (detalhes)    | Elena Liashenko · Ucrânia       | Yoshie Onda · Japão             | Fumie Suguri · Japão            | [ 34 ] |
| Pequim 2004 (detalhes)    | Irina Slutskaya · Rússia        | Viktoria Volchkova · Rússia     | Joannie Rochette · Canadá       | [ 35 ] |
| Pequim 2005 (detalhes)    | Irina Slutskaya · Rússia        | Mao Asada · Japão               | Shizuka Arakawa · Japão         | [ 36 ] |
| Nanquim 2006 (detalhes)   | Júlia Sebestyén · Hungria       | Yukari Nakano · Japão           | Emily Hughes · Estados Unidos   | [ 37 ] |
| Harbin 2007 (detalhes)    | Yuna Kim · Coreia do Sul        | Caroline Zhang · Estados Unidos | Carolina Kostner · Itália       | [ 38 ] |
| Pequim 2008 (detalhes)    | Yuna Kim · Coreia do Sul        | Miki Ando · Japão               | Laura Lepistö · Finlândia       | [ 39 ] |
| Pequim 2009 (detalhes)    | Akiko Suzuki · Japão            | Kiira Korpi · Finlândia         | Joannie Rochette · Canadá       | [ 40 ] |
| Pequim 2010 (detalhes)    | Miki Ando · Japão               | Akiko Suzuki · Japão            | Alena Leonova · Rússia          | [ 41 ] |
| Xangai 2011 (detalhes)    | Carolina Kostner · Itália       | Mirai Nagasu · Estados Unidos   | Adelina Sotnikova · Rússia      | [ 42 ] |
| Xangai 2012 (detalhes)    | Mao Asada · Japão               | Julia Lipnitskaia · Rússia      | Kiira Korpi · Finlândia         | [ 43 ] |
| Pequim 2013 (detalhes)    | Anna Pogorilaya · Rússia        | Adelina Sotnikova · Rússia      | Carolina Kostner · Itália       | [ 44 ] |
| Xangai 2014 (detalhes)    | Elizaveta Tuktamysheva · Rússia | Yulia Lipnitskaya · Rússia      | Kanako Murakami · Japão         | [ 45 ] |
| Pequim 2015 (detalhes)    | Mao Asada · Japão               | Rika Hongo · Japão              | Elena Radionova · Rússia        | [ 46 ] |
| Pequim 2016 (detalhes)    | Elena Radionova · Rússia        | Kaetlyn Osmond · Canadá         | Elizaveta Tuktamysheva · Rússia | [ 47 ] |
| Pequim 2017 (detalhes)    | Alina Zagitova · Rússia         | Wakaba Higuchi · Japão          | Elena Radionova · Rússia        | [ 48 ] |
| Chongqing 2019 (detalhes) | Anna Shcherbakova · Rússia      | Satoko Miyahara · Japão         | Elizaveta Tuktamysheva · Rússia | [ 49 ] |

### Duplas
| Evento                    | Ouro                                         | Prata                                                | Bronze                                              | Ref    |
| Pequim 2003 (detalhes)    | Shen Xue · Zhao Hongbo · China               | Pang Qing · Tong Jian · China                        | Maria Petrova · Alexei Tikhonov · Rússia            | [ 50 ] |
| Pequim 2004 (detalhes)    | Shen Xue · Zhao Hongbo · China               | Zhang Dan · Zhang Hao · China                        | Valérie Marcoux · Craig Buntin · Canadá             | [ 51 ] |
| Pequim 2005 (detalhes)    | Maria Petrova · Alexei Tikhonov · Rússia     | Pang Qing · Tong Jian · China                        | Dorota Zagórska · Mariusz Siudek · Polónia          | [ 52 ] |
| Nanquim 2006 (detalhes)   | Shen Xue · Zhao Hongbo · China               | Pang Qing · Tong Jian · China                        | Aliona Savchenko · Robin Szolkowy · Alemanha        | [ 53 ] |
| Harbin 2007 (detalhes)    | Pang Qing · Tong Jian · China                | Keauna McLaughlin · Rockne Brubaker · Estados Unidos | Jessica Miller · Ian Moram · Canadá                 | [ 54 ] |
| Pequim 2008 (detalhes)    | Zhang Dan · Zhang Hao · China                | Tatiana Volosozhar · Stanislav Morozov · Ucrânia     | Pang Qing · Tong Jian · China                       | [ 55 ] |
| Pequim 2009 (detalhes)    | Shen Xue · Zhao Hongbo · China               | Zhang Dan · Zhang Hao · China                        | Tatiana Volosozhar · Stanislav Morozov · Ucrânia    | [ 56 ] |
| Pequim 2010 (detalhes)    | Pang Qing · Tong Jian · China                | Sui Wenjing · Han Cong · China                       | Caitlin Yankowskas · John Coughlin · Estados Unidos | [ 57 ] |
| Xangai 2011 (detalhes)    | Yuko Kavaguti · Alexander Smirnov · Rússia   | Zhang Dan · Zhang Hao · China                        | Kirsten Moore-Towers · Dylan Moscovitch · Canadá    | [ 58 ] |
| Xangai 2012 (detalhes)    | Pang Qing · Tong Jian · China                | Yuko Kavaguti · Alexander Smirnov · Rússia           | Ksenia Stolbova · Fedor Klimov · Rússia             | [ 59 ] |
| Pequim 2013 (detalhes)    | Aliona Savchenko · Robin Szolkowy · Alemanha | Pang Qing · Tong Jian · China                        | Peng Cheng · Zhang Hao · China                      | [ 60 ] |
| Xangai 2014 (detalhes)    | Peng Cheng · Zhang Hao · China               | Yu Xiaoyu · Jin Yang · China                         | Wang Xuehan · Wang Lei · China                      | [ 61 ] |
| Pequim 2015 (detalhes)    | Yuko Kavaguti · Alexander Smirnov · Rússia   | Sui Wenjing · Han Cong · China                       | Yu Xiaoyu · Jin Yang · China                        | [ 62 ] |
| Pequim 2016 (detalhes)    | Yu Xiaoyu · Zhang Hao · China                | Peng Cheng · Jin Yang · China                        | Lubov Ilyushechkina · Dylan Moscovitch · Canadá     | [ 63 ] |
| Pequim 2017 (detalhes)    | Sui Wenjing · Han Cong · China               | Yu Xiaoyu · Zhang Hao · China                        | Kirsten Moore-Towers · Michael Marinaro · Canadá    | [ 64 ] |
| Chongqing 2019 (detalhes) | Sui Wenjing · Han Cong · China               | Peng Cheng · Jin Yang · China                        | Liubov Ilyushechkina · Charlie Bilodeau · Canadá    | [ 65 ] |

### Dança no gelo
| Evento                  | Ouro                                             | Prata                                            | Bronze                                                | Ref    |
| Pequim 2003 (detalhes)  | Tatiana Navka · Roman Kostomarov · Rússia        | Elena Grushina · Ruslan Goncharov · Ucrânia      | Isabelle Delobel · Olivier Schoenfelder · França      | [ 66 ] |
| Pequim 2004 (detalhes)  | Tanith Belbin · Benjamin Agosto · Estados Unidos | Galit Chait · Sergei Sakhnovski · Israel         | Marie-France Dubreuil · Patrice Lauzon · Canadá       | [ 67 ] |
| Pequim 2005 (detalhes)  | Tatiana Navka · Roman Kostomarov · Rússia        | Galit Chait · Sergei Sakhnovski · Israel         | Megan Wing · Aaron Lowe · Canadá                      | [ 68 ] |
| Nanquim 2006 (detalhes) | Oksana Domnina · Maxim Shabalin · Rússia         | Tanith Belbin · Benjamin Agosto · Estados Unidos | Jana Khokhlova · Sergei Novitski · Rússia             | [ 69 ] |
| Harbin 2007 (detalhes)  | Tanith Belbin · Benjamin Agosto · Estados Unidos | Oksana Domnina · Maxim Shabalin · Rússia         | Federica Faiella · Massimo Scali · Itália             | [ 70 ] |
| Pequim 2008 (detalhes)  | Oksana Domnina · Maxim Shabalin · Rússia         | Tanith Belbin · Benjamin Agosto · Estados Unidos | Jana Khokhlova · Sergei Novitski · Rússia             | [ 71 ] |
| Pequim 2009 (detalhes)  | Tanith Belbin · Benjamin Agosto · Estados Unidos | Jana Khokhlova · Sergei Novitski · Rússia        | Federica Faiella · Massimo Scali · Itália             | [ 72 ] |
| Pequim 2010 (detalhes)  | Nathalie Péchalat · Fabian Bourzat · França      | Ekaterina Bobrova · Dmitri Soloviev · Rússia     | Federica Faiella · Massimo Scali · Itália             | [ 73 ] |
| Xangai 2011 (detalhes)  | Ekaterina Bobrova · Dmitri Soloviev · Rússia     | Maia Shibutani · Alex Shibutani · Estados Unidos | Pernelle Carron · Lloyd Jones · França                | [ 74 ] |
| Xangai 2012 (detalhes)  | Nathalie Péchalat · Fabian Bourzat · França      | Ekaterina Bobrova · Dmitri Soloviev · Rússia     | Kaitlyn Weaver · Andrew Poje · Canadá                 | [ 75 ] |
| Pequim 2013 (detalhes)  | Nathalie Péchalat · Fabian Bourzat · França      | Ekaterina Bobrova · Dmitri Soloviev · Rússia     | Madison Chock · Evan Bates · Estados Unidos           | [ 76 ] |
| Xangai 2014 (detalhes)  | Gabriella Papadakis · Guillaume Cizeron · França | Maia Shibutani · Alex Shibutani · Estados Unidos | Anna Cappellini · Luca Lanotte · Itália               | [ 77 ] |
| Pequim 2015 (detalhes)  | Anna Cappellini · Luca Lanotte · Itália          | Madison Chock · Evan Bates · Estados Unidos      | Elena Ilinykh · Ruslan Zhiganshin · Rússia            | [ 78 ] |
| Pequim 2016 (detalhes)  | Maia Shibutani · Alex Shibutani · Estados Unidos | Kaitlyn Weaver · Andrew Poje · Canadá            | Alexandra Stepanova · Ivan Bukin · Rússia             | [ 79 ] |
| Pequim 2017 (detalhes)  | Gabriella Papadakis · Guillaume Cizeron · França | Madison Chock · Evan Bates · Estados Unidos      | Ekaterina Bobrova · Dmitri Soloviev · Rússia          | [ 80 ] |
| Pequim 2019 (detalhes)  | Victoria Sinitsina · Nikita Katsalapov · Rússia  | Madison Chock · Evan Bates · Estados Unidos      | Laurence Fournier Beaudry · Nikolaj Sørensen · Canadá | [ 81 ] |